# ترزاسکی، شهرستان ووبس
ترزاسکی، شهرستان ووبس (به لاتین: Trzaski, Łobez County) یک منطقهٔ مسکونی در لهستان است که در Gmina Resko واقع شده‌است.